# Mesoxaea clypeata
Mesoxaea clypeata  (лат.) — вид перепончатокрылых насекомых из семейства андренид (Andrenidae). Распространён в штате Наярит, в юго-западной части Мексики. Длина тела самцов составляет 16—21 мм, длина переднего крыла 16—18 мм. Длина тела самок составляет 18—20 мм, длина переднего крыла 18—21 мм.